# Eivydas Musteikis
Eivydas Musteikis (* 11. September 1987 in Anykščiai) ist ein litauischer Biathlet.
Eivydas Musteikis von Vėtrungė Anykščiai betreibt seit 2004 Biathlon und wird von Bronius Vitkunas trainiert. Dem Nationalkader gehört er seit 2005 an. In Altenberg betritt er 2006 sein erstes Rennen im Junioren-Europacup und wurde 35. des Sprints. In den nächsten zwei Saisonen nahm er regelmäßig an solchen Rennen teil, ohne jedoch nennenswerte Resultate zu erzielen. Bei der Junioren-Weltmeisterschaft 2007 in Martell wurde Musteikis 76. im Einzel. Zum Sprint trat er nicht an. Es dauerte bis zu den Sommerbiathlon-Europameisterschaften 2009, dass der Litauer erneut international auf höchstem Level eingesetzt wurde. Bei den Wettkämpfen in Nové Město na Moravě belegte er im Crosslauf-Sprint den 36. Platz. Kurz darauf startete er auch bei den Sommerbiathlon-Weltmeisterschaften 2009 in Oberhof und belegte dort bei den Crosslauf-Wettbewerben die Plätze 47 im Sprint und 41 in der Verfolgung. Im Sprint auf den Rollerski wurde er Disqualifiziert. In Obertilliach debütierte er 2009 im IBU-Cup und wurde dort 118. im Sprint.